# Charles David Keeling
Charles David Keeling (Scranton, 20 april 1928 – Hamilton, 20 juni 2005) was een Amerikaanse chemicus, verbonden aan het Scripps Institution of Oceanography.

## Loopbaan
Keeling registreerde als eerste met grote nauwkeurigheid de concentraties koolstofdioxide in de atmosfeer. Dit deed hij zowel op de Mauna Loa-vulkaan op Hawaï, als op het Amerikaanse militaire Zuidpool-station. Na twee jaar meten meldde hij dat de koolstofdioxideconcentratie in de atmosfeer wereldwijd aan het stijgen was. In 1961 zette Keeling deze data om in een grafiek die sindsdien de Keelingcurve genoemd wordt.
Metingen uit 2013 laten een gemiddelde concentratie van circa 394 ppm (parts per million) CO2 zien. Toen Keeling begon te meten was dit 315 ppm en uit luchtbelletjes opgesloten in de ijskap van Antarctica wordt afgeleid dat deze concentratie voor aanvang van de industriële revolutie ongeveer 280 ppm moet zijn geweest. Het is zeer waarschijnlijk dat deze stijging is te wijten aan menselijke activiteiten; ruwweg 75% door verbranding van fossiele brandstoffen en 25% door massale ontbossing en daaraan gerelateerde erosie.

## Publicaties

De Keeling curve: Atmosferische CO_{2} concentraties gemeten op Mauna Loa Observatorium.

Keeling was auteur van meer dan 100 publicaties waaronder:
- A three-dimensional model of atmospheric CO2 transport based on observed winds., Aspects of Climate Variability in the Pacific and the Western Americas, D. H. Peterson, Ed., Washington, DC, American Geophysical Union, 165–363, 1989
- Interannual extremes in the rate of rise of atmospheric carbon dioxide since 1980., Nature 375:666–670, 1995
- Increased activity of northern vegetation inferred from atmospheric CO2 measurements., Nature 382:146–149, 1996
- Increased plant growth in the northern high latitudes from 1981 to 1991., Nature 386:698–702, 1997